# Prarreyer

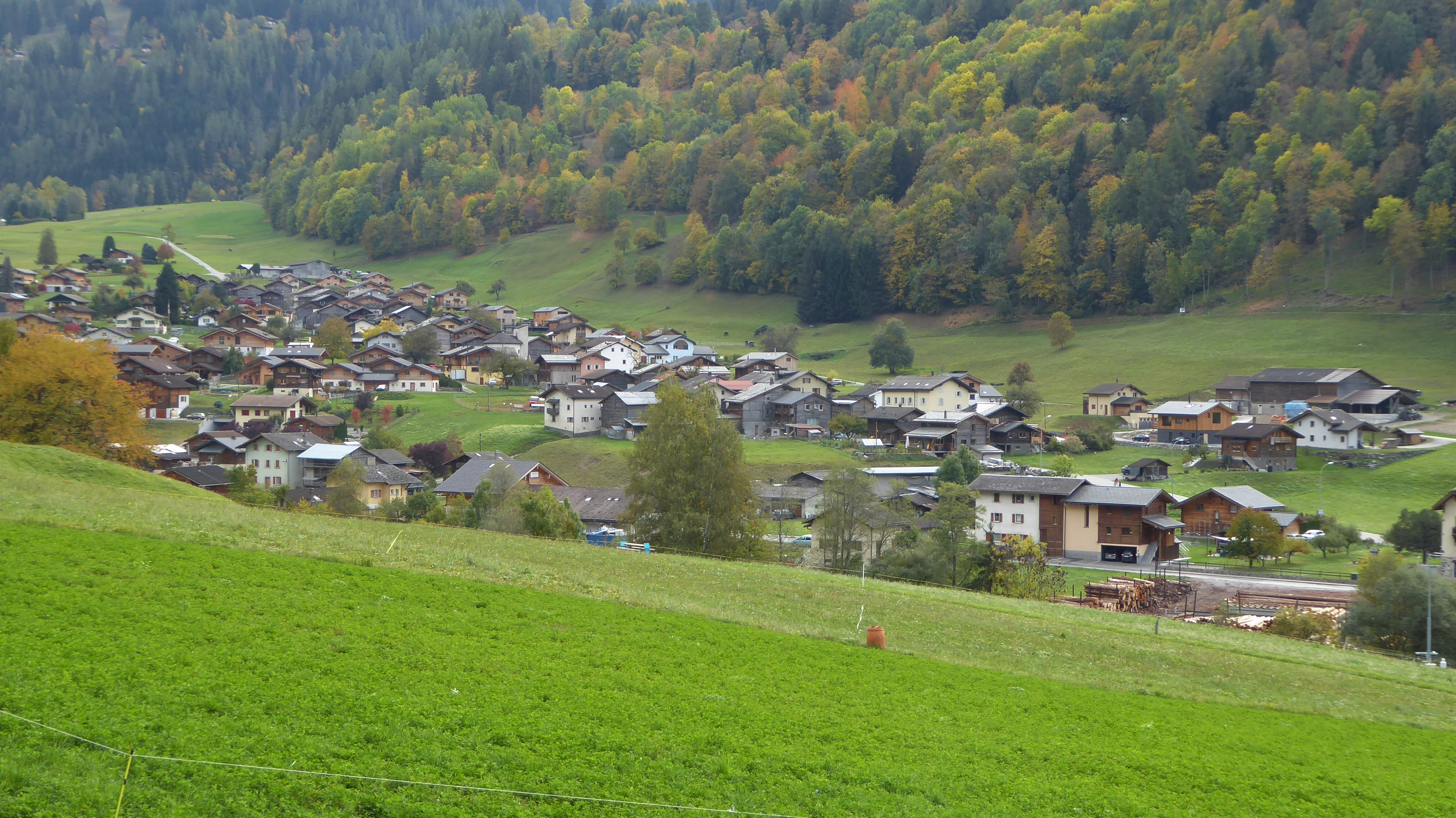
Blick auf Prarreyer

Prarreyer ist ein Ortsteil von Versegères in der Gemeinde Val de Bagnes im Schweizer Kanton Wallis. Prarreyer gehörte bis 2020 zur damaligen politischen Gemeinde Bagnes.
Prarreyer liegt im Val de Bagnes auf der linken Seite der Dranse de Bagnes zwischen Versegères und Montagnier. Unweit der Siedlung befindet sich die Haltestelle Versegères, Le Liappey der Buslinie Le Châble–Sarreyer der Transports de Martigny et Régions (TMR).

## Kapelle St. Nikolaus von Flüe
Die 1943 eingeweihte kreisförmige St.-Nikolaus-von-Flüe-Kapelle verfügt über kleine runde Fenster und einen offenen Turm mit einer kleinen Glocke. Das farbenreiche Fresko zeigt Niklaus von Flüe und stammt vom Savièser Maler Albert Chavaz. Nach dem Bau schuf Anton Mutter einen modernen Kreuzweg in Form einer Dornenkrone. Das Dach musste 1972 erneuert werden und die Glocke erhielt einen elektrischen Antrieb.

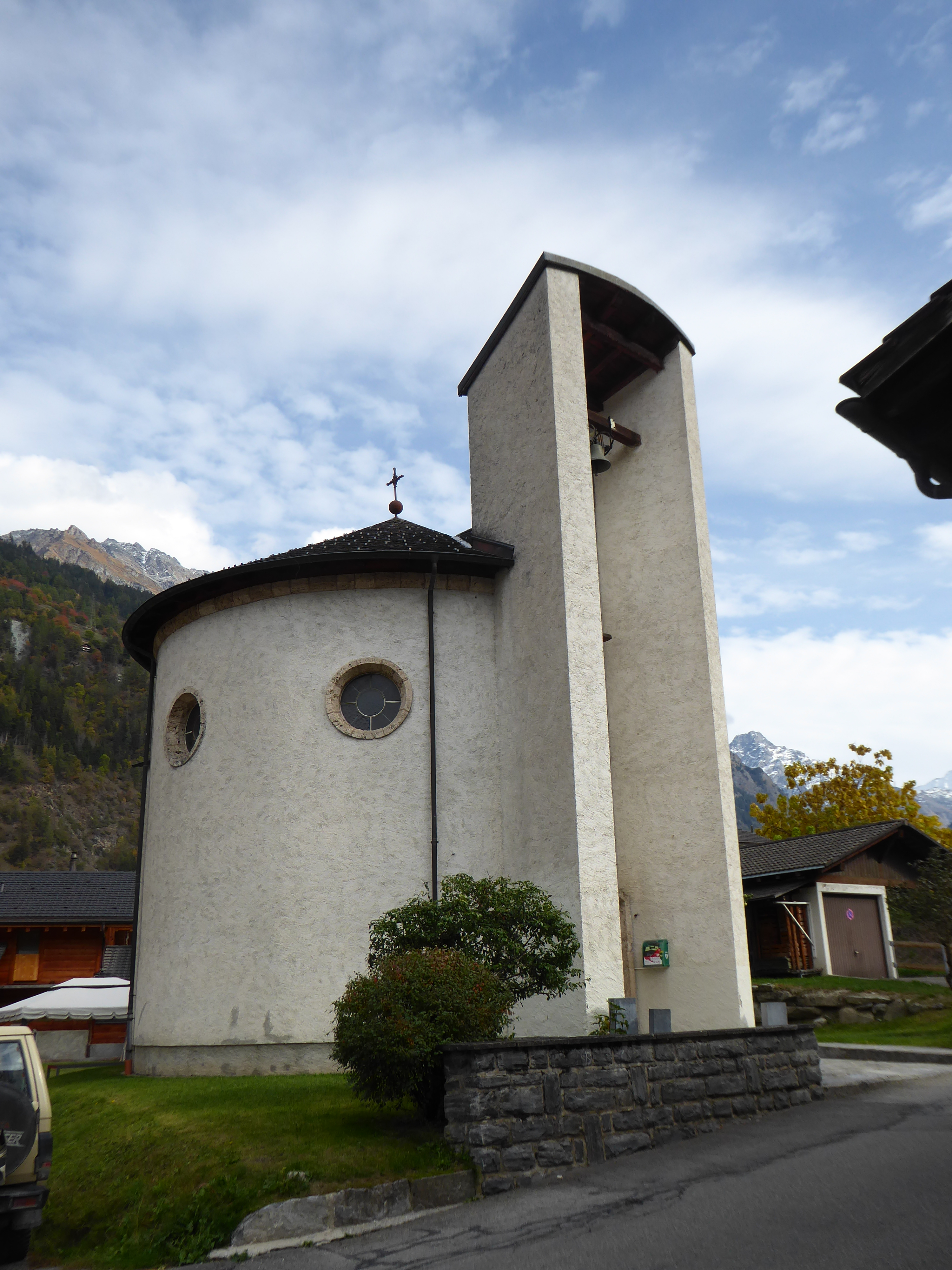
Kapelle St. Nikolaus von Flüe
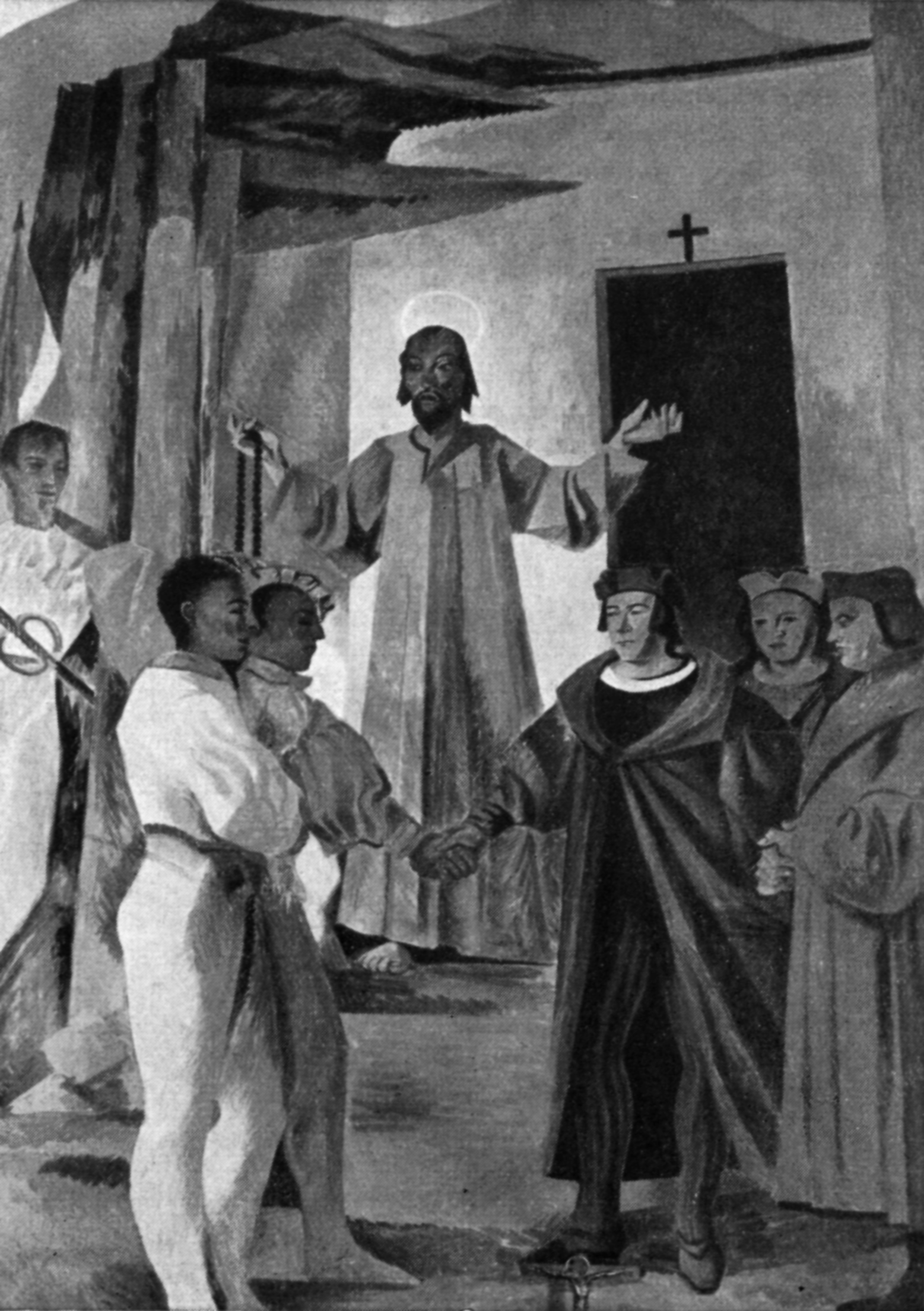
Fresko von Albert Chavaz
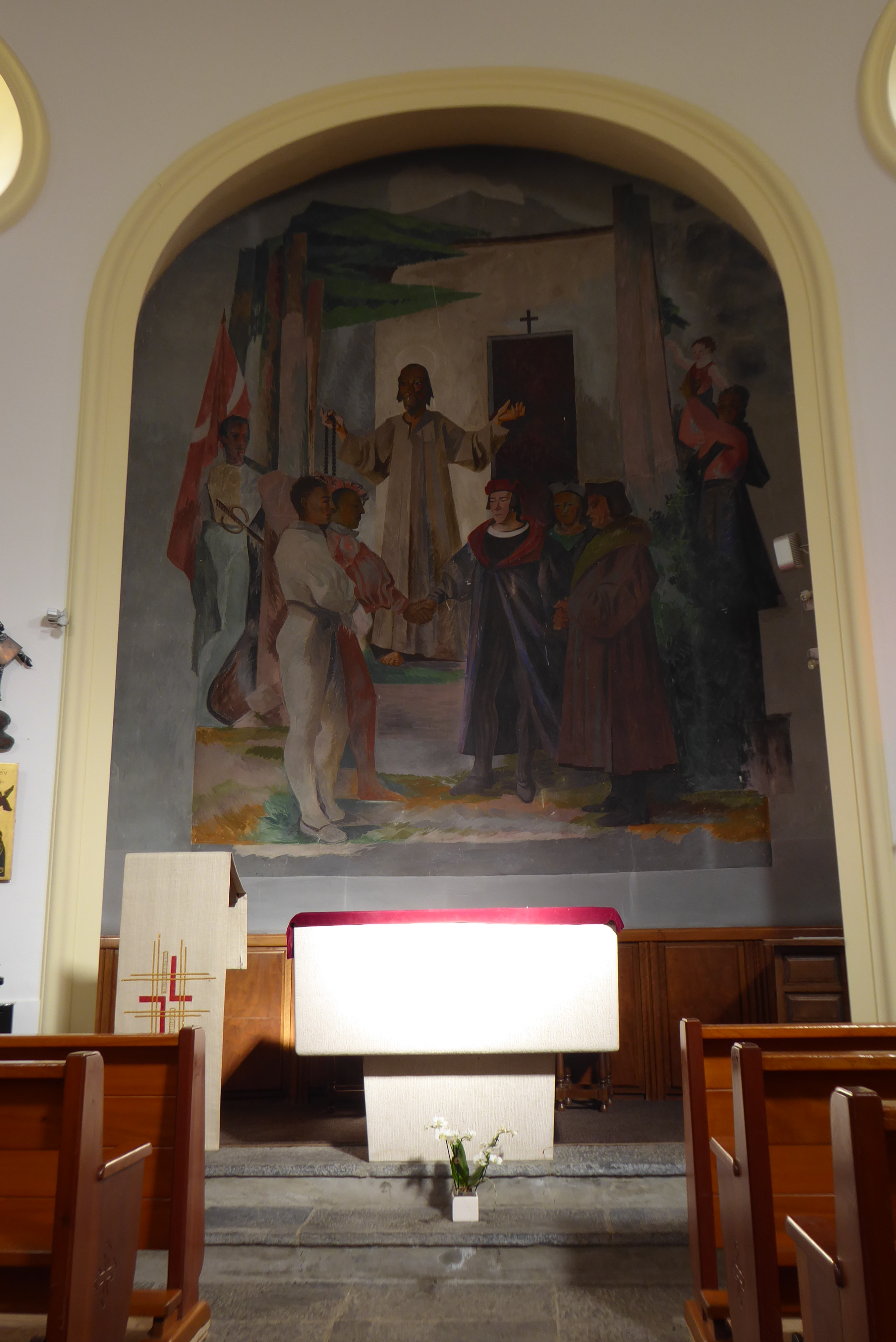
Chor der Kapelle
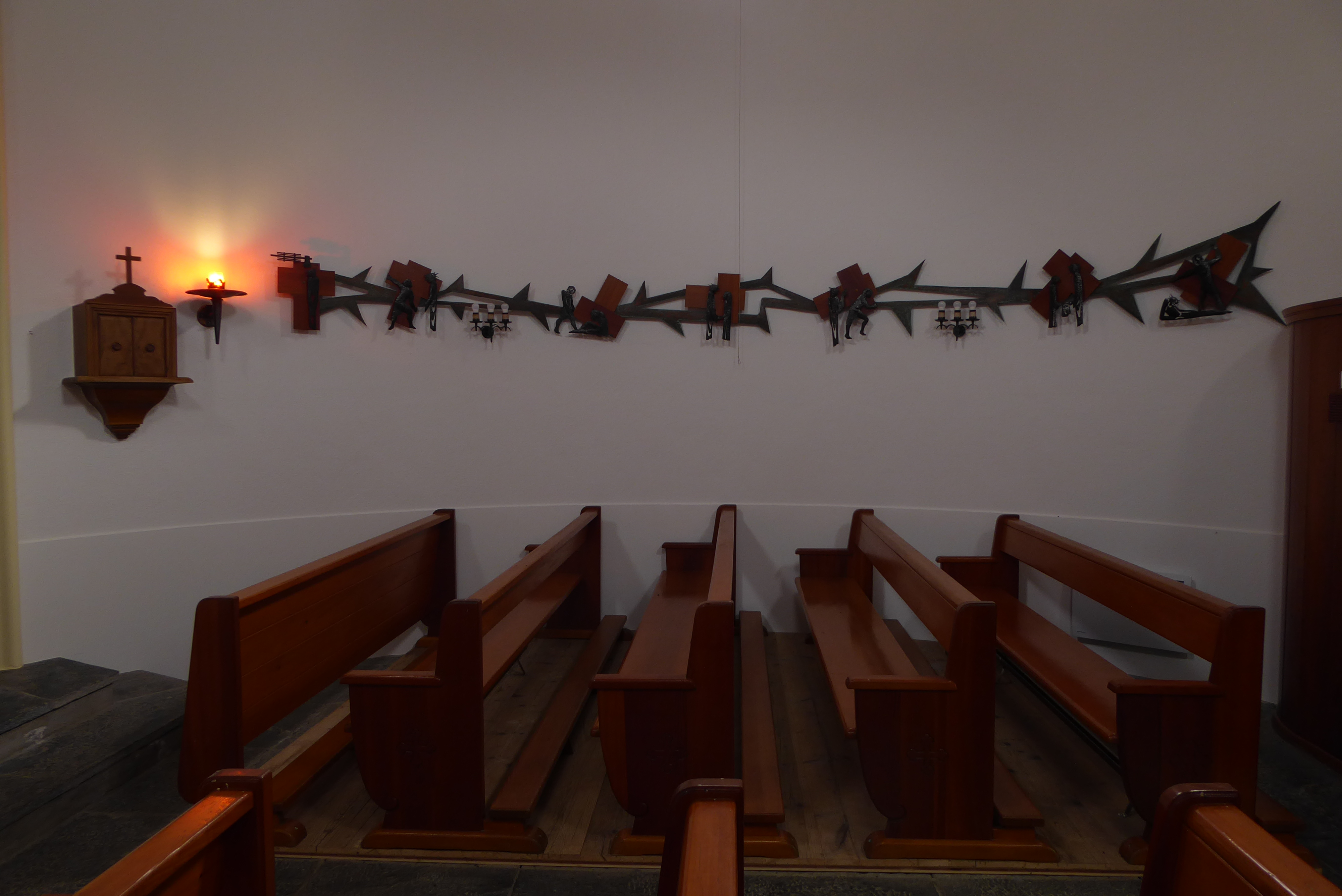
Kreuzweg
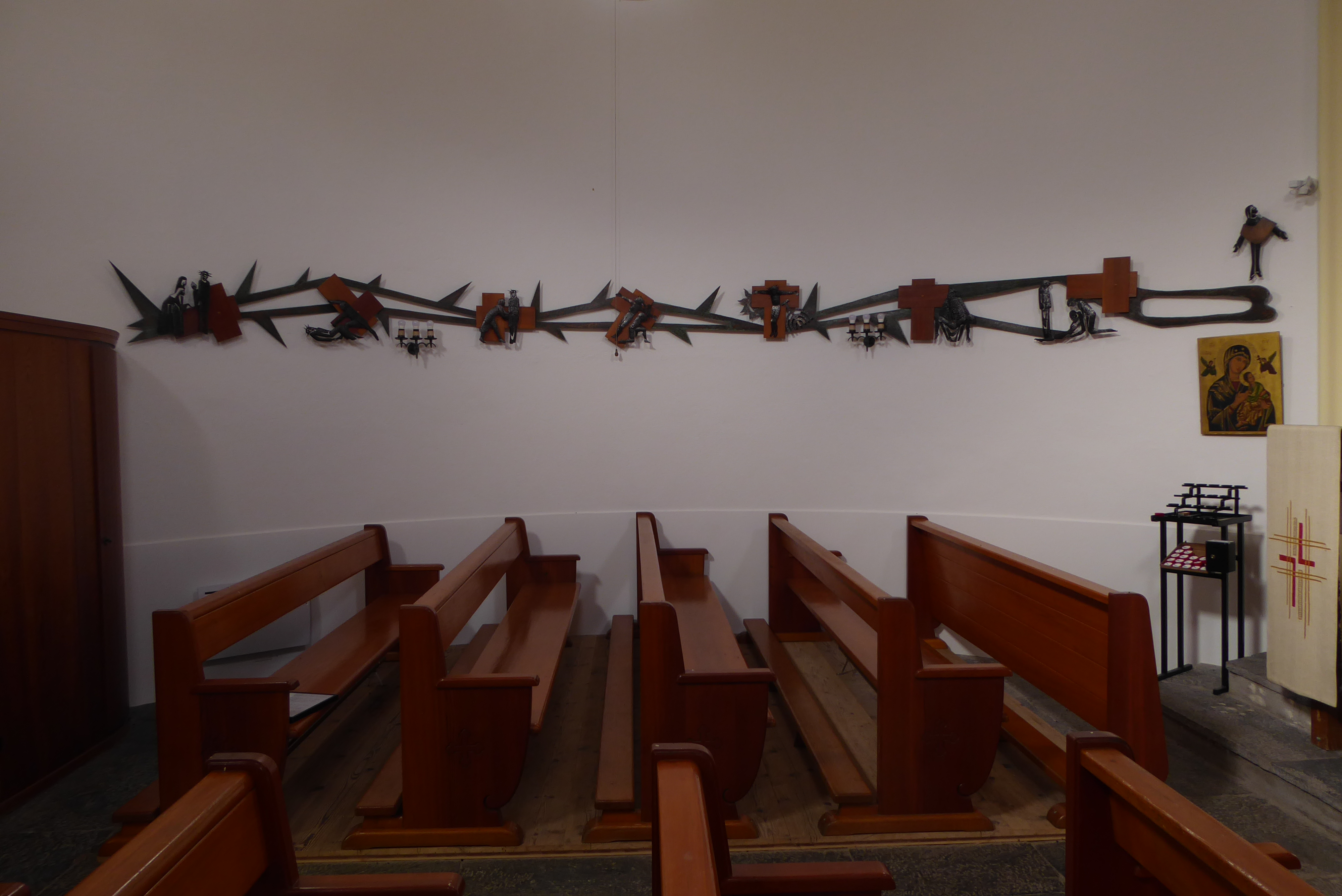
Kreuzweg